# Soumoulou
Soumoulou – miejscowość i gmina we Francji, w regionie Nowa Akwitania, w departamencie Pireneje Atlantyckie.
Według danych na rok 1990 gminę zamieszkiwały 1022 osoby, a gęstość zaludnienia wynosiła 366 osób/km² (wśród 2290 gmin Akwitanii Soumoulou plasuje się na 420. miejscu pod względem liczby ludności, natomiast pod względem powierzchni na miejscu 1544.).